# Groupe de NGC 4123
Le groupe de NGC 4123 comprend au moins sept galaxies situées dans la constellation de la Vierge. La distance moyenne entre ce groupe et la Voie lactée est d'environ 23,6 Mpc (∼77 millions d'al).

## Membres
Le tableau ci-dessous liste les sept galaxies du groupe indiquées dans l'article de A.M. Garcia paru en 1993.
D'autre part, les trois galaxies du New General Catalogue du groupe de NGC 4123 apparaissent aussi dans une liste de 227 galaxies d'un article publié par Abraham Mahtessian en 1998. Cette liste comporte plus de 200 galaxies du New General Catalogue et une quinzaine de galaxies de l'Index Catalogue. On retrouve dans cette liste 11 galaxies du Catalogue de Messier, soit M49, M58, M60, M61, M84, M85, M87, M88, M91, M99 et M100.
Toutes les galaxies de la liste de Mahtessian ne constituent pas réellement un groupe de galaxies. Ce sont plutôt plusieurs groupes de galaxies qui font tous partie d'un amas galactique, l'amas de la Vierge. Pour éviter la confusion avec l'amas de la Vierge, on peut donner le nom de groupe de M60 à cet ensemble de galaxies, car c'est l'une des plus brillantes de la liste. L'amas de la Vierge est en effet beaucoup plus vaste et compterait environ 1 300 galaxies, et possiblement plus de 2 000, situées au cœur du superamas de la Vierge, dont fait partie le Groupe local,.
De nombreuses galaxies de la liste de Mahtessian se retrouvent dans dix groupes décrits dans l'article d'A.M. Garcia, soit le groupe de NGC 4123 (7 galaxies), le groupe de NGC 4235 (29 galaxies), le groupe de NGC 4261 (13 galaxies), le groupe de M61 (32 galaxies, M61 = NGC 4303), le groupe de NGC 4442 (13 galaxies), le groupe de NGC 4461 (9 galaxies), le groupe de M49 (127 galaxies, M49 = NGC 4472), le groupe de M87 (96 galaxies, M87 = NGC 4486), le groupe de M88 (44 galaxies, M88 = NGC 4501) et le groupe de NGC 4535 (14 galaxies). Ces dix groupes font partie de l'amas de la Vierge et ils renferment 387 galaxies. Certaines galaxies de la liste de Mahtessian ne figurent cependant dans aucun des groupes de Garcia et vice versa.
| Nom      | Class.    | Type                        | α (J2000.0)   | δ (J2000.0) | Vitesse radiale (km/s) | m            | Distance (Mpc) | Diamètre (kal) |
| -------- | --------- | --------------------------- | ------------- | ----------- | ---------------------- | ------------ | -------------- | -------------- |
| NGC 4116 | SB(rs)dm  | Spirale barrée magellanique | 12h 07m 37.1s | 02° 41′ 26″ | 1309 ± 1               | 12,0         | 24,5 ± 1,8     | 65             |
| NGC 4123 | SB(r)c    | Spirale barrée              | 12h 08m 11.1s | 02° 52′ 42″ | 1327 ± 1               | 11,4         | 24,8 ± 1,8     | 76             |
| NGC 4179 | S0        | Lenticulaire                | 12h 12m 52.1s | 01° 17′ 59″ | 1300 ± 5               | 11,0         | 24,4 ± 1,8     | 68             |
| UGC 7035 | SB(r)a?   | Spirale barrée              | 12h 03m 40.1s | 02° 38′ 28″ | 1229 ± 2               | 13,8         | 23,4 ± 1,7     | 15             |
| UGC 7178 | IAB(rs)m? | Irrégulière magellanique    | 12h 11m 03.6s | 02° 00′ 23″ | 1335 ± 1               | 16,46 ± 0,01 | 24,9 ± 1,8     | 33             |
| UGC 7185 | SA(rs)m?  | Spirale magellanique        | 12h 11m 27.5s | 02° 55′ 35″ | 1298 ± 2               | 14,9         | 24,4 ± 1,7     | 36             |
| UGC 7332 | SB(s)m    | Spirale barrée magellanique | 12h 17m 56.3s | 02° 26′ 08″ | 934 ± 4                | 14,4         | 19,0 ± 1,4     | 38             |

Le site DeepskyLog permet de trouver aisément les constellations des galaxies mentionnées dans ce tableau ou si elles ne s'y trouvent pas, l'outil du site constellation permet de le faire à l'aide des coordonnées de la galaxie. Sauf indication contraire, les données proviennent du site NASA/IPAC.